# Gornje Kolibe
Gornje Kolibe (szerbül: Горње Колибе), falu Bosznia-Hercegovinában, Brod községben, a Szerb Köztársaság északi régiójában. 

## Fekvése
A település Bosznia-Hercegovina északi részén, Dobojtól légvonalban 40, közúton 57 km-re északra, községközpontjától légvonalban 6, közúton 8 km-re délre, a Száva és jobb oldali mellékvize, az Ukrina jobb partja között húzódó síkságon, 88-90 méteres magasságban fekszik.

## Népessége
| Nemzetiségi csoport | Népesség 1991 | Népesség 2013 |
| ------------------- | ------------- | ------------- |
| Szerb               | 7             | 2             |
| Bosnyák             | 1149          | 804           |
| Horvát              | 221           | 32            |
| Jugoszláv           | 16            | 0             |
| Egyéb               | 14            | 9             |
| Összesen            | 1407          | 847           |

## Története
A többségben bosnyákok lakta település 1878-ig tartozott az Oszmán Birodalomhoz. Ekkor a berlini kongresszus határozata alapján az Osztrák-Magyar Monarchia része lett. 1879-ben az első osztrák-magyar népszámlálás során a Brodi járáshoz tartozó településnek 73 háztartása és 461 muszlim lakosa volt. 1910-ben a Brodi járáshoz tartozó településen 120 háztartást, 525 muszlim, 100 római katolikus és 24 ortodox lakost találtak. A monarchia szétesésével 1918-ban előbb a Szerb-Horvát-Szlovén Királyság, majd 1929-től a Jugoszláv Királyság része lett. 1921-ben a Brodi járáshoz tartozó településnek 608 lakosa volt, közülük 525 muszlim, 64 római katolikus, 9 ortodox és 10 evangélikus volt. Az 1929-es törvény értelmében, amikor Bosznia-Hercegovinát négy banovinára, Drinskára, Vrbaskára, Zetskára és Primorskára osztották, a település a Vrbaska banovina (Orbászi Bánság) része lett, amelynek székhelye Banja Luka volt. 1939-ben a közigazgatás átszervezésével a Hrvatska banovina (Horvát Bánság) része lett.
A második világháborúban Jugoszlávia megszállása után a Független Horvát Állam (NDH) része lett. A második világháború után 1992-ig a település a szocialista Jugoszlávia keretében a Bosznia-Hercegovinai Népköztársaság része volt. A boszniai háború idején 1992-ben a nem szerb lakosságot elűzték, mecsetüket pedig lerombolták. A boszniai háborút lezáró daytoni békeszerződés rendelkezése alapján az ország területét felosztották a Bosznia-hercegovinai Föderáció és a boszniai Szerb Köztársaság között. A békeszerződés utáni területmegosztási megállapodás értelmében a település a Boszniai Szerb Köztársasághoz került. 

## Nevezetességei
A falu mecsete. A rendelkezésre álló adatok szerint Gornje Kolibén már a 19. században is állt mecset, mely egy kis mecset volt, egy fa minarettel. Kétszer jelentősen kibővítették. Egyszer a két világháború között, másodszor pedig 1968-ban. 1992-ben a mecsetet a Boszniai Szerb Köztársaság hadserege aláaknázva lerombolta. Felújítása ugyanott 2002-ben kezdődött, az új mecset építése pedig 2008. augusztus 2-án fejeződött be. A mecset fő méretei 15 x 13 méter, ehhez tartozik egy hétboltíves portál. A mecset teteje kupolás, és egy nagy, nyolc méteres központi kupolából, amelyet réz borít, valamint három kisebb, 3 méter átmérőjű kupolából áll, amelyek szintén rézzel vannak borítva. További három kupolát építettek a portálon. A mecset minaretje 42 méter magas, és három serefettel rendelkezik. A mecset udvarán egy szökőkutat építettek. A mecset a település kellős közepén található.